# Union des Mouvements Sportifs de Loum
La Union des Mouvements Sportifs de Loum és un club de futbol camerunès de la ciutat de Loum.
Va guanyar la seva primera copa el 2015, derrotant Coton Sport, Canon Yaoundé i Union Douala per arribar a la final on derrotaren Panthère du Ndé 2–0.

## Palmarès
- Lliga camerunesa de futbol:[4]
  - 2016, 2019

- Copa camerunesa de futbol:[5]
  - 2015